# Lithobates blairi
Lithobates blairi is een kikker uit de familie echte kikkers (Ranidae). De soort werd voor het eerst wetenschappelijk beschreven door John Stephen Mecham, Murray John Littlejohn, Robert S. Oldham, Lauren Evans Brown en Jill R. Brown in 1973. Oorspronkelijk werd de wetenschappelijke naam Rana blairi gebruikt. De soort behoorde lange tijd tot het geslacht Rana. De soortaanduiding blairi is een eerbetoon aan William Franklin Blair.

## Algemeen
Deze kikker komt voor in grote delen van de Verenigde Staten en Canada. De habitat bestaat uit open, grassige gebieden in hoogvlakten zoals savannen en prairies met een blader- of strooisellaag waar het vochtig is. Deze soort wordt ook wel aangetroffen langs de oevers van rivieren en meren met een dichte en lage vegetatie. Het voedsel bestaat uit insecten en andere kleine ongewervelden waar zowel overdag als tijdens de schemering op wordt gejaagd.

## Uiterlijke kenmerken
Lithobates blairi bereikt een lichaamslengte van 5,1 tot 9,5 centimeter, de mannetjes blijven gemiddeld kleiner. Het grootste aangetroffen exemplaar was 11,1 cm lang.
De kleur is meestal lichtbruin tot groen met op de rug een donkerbruine tot zwarte luipaardtekening en een witte buik. De trommelvliezen zijn duidelijk zichtbaar en de poten erg groot. De soort is moeilijk te onderscheiden van de luipaardkikker (Lithobates pipiens), maar deze laatste soort wordt groter, heeft twee ononderbroken huidplooien op de rug die achteraan meer naar buiten wijzen, en meestal wel lichte randen om de luipaardvlekken op de rug. Bij Lithobates blairi zijn deze eigenschappen juist andersom.

## Voortplanting
De voortplanting vindt plaats in zowel meren en plassen als tijdelijke en door de mens aangelegde wateren. Omdat de kikkers leven in streken waar niet al te veel waterbronnen zijn, kunnen ze aan het begin van de paartijd massaal worden aangetroffen waarbij enkele duizenden exemplaren geen uitzondering zijn. De mannetjes produceren in de paartijd een soort hoog 'chuckchuck'-achtig geluid dat snel wordt herhaald.